# كأس الاتحاد الصيني 2011
كأس الاتحاد الصيني 2011 (بالصينية: 2011年中国足协杯) هو موسم من كأس الاتحاد الصيني. كان عدد الأندية المشاركة فيه 30، وفاز فيه نادي تيانجين تيدا.